# Lincoln Park (Geòrgia)
Lincoln Park és una concentració de població designada pel cens dels Estats Units a l'estat de Geòrgia. Segons el cens del 2000 tenia 1.122 habitants.

## Demografia
Segons el cens del 2000, Lincoln Park tenia 1.122 habitants, 450 habitatges, i 298 famílies. La densitat de població era de 420,6 habitants/km².
Dels 450 habitatges en un 26% hi vivien nens de menys de 18 anys, en un 23,6% hi vivien parelles casades, en un 36,2% dones solteres, i en un 33,6% no eren unitats familiars. En el 28,7% dels habitatges hi vivien persones soles el 9,6% de les quals corresponia a persones de 65 anys o més que vivien soles. El nombre mitjà de persones vivint en cada habitatge era de 2,49 i el nombre mitjà de persones que vivien en cada família era de 3,09.
Per edats la població es repartia de la següent manera: un 24,9% tenia menys de 18 anys, un 9,9% entre 18 i 24, un 26,6% entre 25 i 44, un 24,6% de 45 a 60 i un 14,1% 65 anys o més.
L'edat mediana era de 37 anys. Per cada 100 dones de 18 o més anys hi havia 85,3 homes.
La renda mediana per habitatge era de 20.085 $ i la renda mediana per família de 24.150 $. Els homes tenien una renda mediana de 23.472 $ mentre que les dones 18.542 $. La renda per capita de la població era de 15.161 $. Entorn del 20,1% de les famílies i el 31,5% de la població estaven per davall del llindar de pobresa.

## Poblacions més properes
El següent diagrama mostra les poblacions més properes.